# Nellingen (Landschaftsschutzgebiet)
Nellingen ist ein vom Regierungspräsidium Nordwürttemberg durch Verordnung ausgewiesenes Landschaftsschutzgebiet im Alb-Donau-Kreis Osten Baden-Württembergs.

## Lage und Beschreibung
Das 1521,2391 Hektar große Gebiet besteht aus mehreren Teilen, die um Nellingen herum gruppiert sind. Das Gebiet gehört zu den Naturräumen Mittlere Kuppenalb und Albuch und Härtsfeld.
Laut Steckbrief handelt es sich um einen charakteristischen Ausschnitt der Kuppenalb mit besonders markant ausgeprägten Landschaftsformen und Nutzungsverteilungen mit Trockentälern, Kuppen und Senken; ökologisch wertvolle Kulturlandschaftselemente wie Feldhecken, Feldgehölze, Steinriegel, Feldraine, Wacholderheiden, Magerrasen, Einzelbäume, Baumgruppen und Streuobstwiesen; unverbaute und landschaftsästhetisch ansprechende Landschaftsteile als lokal und regional bedeutsame Erholungsräume.
Im Süden liegt das Naturschutzgebiet Mönchsteig, im Norden grenzt das Naturschutzgebiet Vögelestal und Oberes Lontal an das Landschaftsschutzgebiet. Das FFH-Gebiet Kuppenalb bei Laichingen und Lonetal hat Anteil am Landschaftsschutzgebiet.
Die Landschaftsschutzgebiete Merklingen und Dornstadt grenzen im Süden an das Landschaftsschutzgebiet.
Das Landschaftsschutzgebiet hat Anteile am FFH-Gebiet Kuppenalb bei Laichingen und Lonetal.
Die flächenhaften Naturdenkmale Trichterdoline mit Hüle und Gehölzbestand, 3 ehemalige Lehmgruben und Baumbestand auf ehemaliger Schafweide liegen im Landschaftsschutzgebiet.

## Schutzzweck
Schutzzweck ist gemäß Schutzgebietsverordnung
- die Erhaltung der Vielfalt, Eigenart und Schönheit der Kuppenalblandschaft mit ihren Trockentälern, Kuppen und Senken zu erhalten;
- die Erhaltung des Teils eines gemeindeübergreifenden charakteristischen Ausschnitts der Kuppenalb mit besonders markant ausgeprägten Landschaftsformen und Nutzungsverteilungen;
- die Erhaltung der Gehölze, Steinriegel, Feldraine, Wacholderheiden, Magerrasen, Einzelbäume, Baumgruppen und Streuobstwiesen.